# Supranatural
Supranaturalul este ansamblul fenomenelor care sunt mai presus de forțele și legile naturii sau în contradicție cu acestea, care par în afara naturii, a lumii percepute prin simțuri. Supranaturalul este atribuit unor forțe miraculoase; miraculos, fantastic. Supranaturalul se deosebește de paranormal care descrie fenomenele rare care însă nu sunt în contradicție cu legile naturii.
(Substantivat=cu funcțiune de substantiv) Ceea ce se pretinde a fi mai presus de legile naturii. Fără seamăn, extraordinar, excepțional.
În supranatural se încadrează și diferitele forme de prezicere.